# Línea 3 del Metro de París
La línea 3 del Metro de París es una de las dieciséis líneas que forman la red metropolitana de París. Une la estación de Pont de Levallois-Bécon al noroeste con la estación de Gallieni al este, cruzando la ciudad por el centro. 
Fue la tercera línea en abrirse en el año 1904 y ha sufrido varias ampliaciones a lo largo de su historia y una reorganización notable en 1971, cuando parte de su recorrido pasó a ser explotado bajo el nombre de línea 3 bis. 
Cuenta con 25 paradas que se reparten a lo largo de sus 11,6 kilómetros en los cuales da servicio principalmente al XVIII Distrito de la ciudad, a la estación de Paris Saint-Lazare, a la zona histórica de grandes almacenes, al barrio de negocios situado cerca de la Opera Garnier y al este de la capital. Es la novena línea por número de pasajeros con algo menos de 100 millones de usuarios según datos del 2009.

## Historia
El 10 de octubre de 1904 se abrió la línea entre las estaciones de Villiers y Père Lachaise, que se amplió al año siguiente (25-1-1905) de Père Lachaise a Gambetta. Las obras presentaban gran dificultad por la necesidad de desplazar conducciones subterráneas de agua, gas y electricidad, y también por la necesidad de cruzar varias líneas de metro.

### Ampliaciones
La línea no tardó en ser ampliada. El 23 de mayo de 1910, en su parte oeste, fue extendida de Villiers, su terminal original hasta Pereire primero y Porte de Champerret después (febrero de 1911). Una década más parte, en noviembre de 1921, la ampliación afectó al otro extremo del trazado y la línea llegó a Porte des Lilas desde Gambetta. Este tramo concreto, de cuatro estaciones, es el que posteriormente pasó a gestionarse como línea 3 bis. 
Alcanzados los límites de la ciudad, el recorrido sufrió nuevas ampliaciones pero ya extramuros. El 24 de septiembre de 1937, la parte oeste se completó con tres nuevas paradas hasta alcanzar el municipio de Levallois-Perret donde la línea fijó su nuevo terminal en la estación de Pont de Levallois - Bécon. El bucle de retorno de Porte de Champerret se usa desde entonces como apartadero de trenes.
El 2 de abril de 1971 la línea se desvió al este para ir de Gambetta a Gallieni en el municipio de Bagnolet pasando por la Puerta de Bagnolet. De esta manera, el tramo Gambetta - Porte des Lilas se convierte en una nueva línea menor, la línea 3bis, con 4 estaciones.
Esta última ampliación de la línea 3 lleva al cierre de la estación Martin Nadaud el 23 de agosto de 1969, cuyos accesos estaban situados en la plaza homónima. Los andenes de esta estación sirven hoy día de acceso a la estación Gambetta reubicada durante la prolongación a Galliéni.

### Cambios de nombre
A lo largo de los años varias estaciones de la línea 3 han cambiado de nombre:
- 1907. Rue St-Denis pasó a  llamarase Reaumur - Sébastopol.
- 1926. Caumartin pasó a llamarse Havre - Caumartin.
- 1946. Vallier pasó a llamarse Louise Michel.
- 1998. Saint-Maur pasó a llamarse Rue Saint-Maur.

## Material móvil
La línea 3 fue, en 1967, la primera línea que recibió las nuevas unidades MF67. Siguen circulando hoy día. Una renovación importante del interior les ha dado un aspecto más moderno que el de las MF67 que circulan en otras líneas.

## Estaciones y trazado

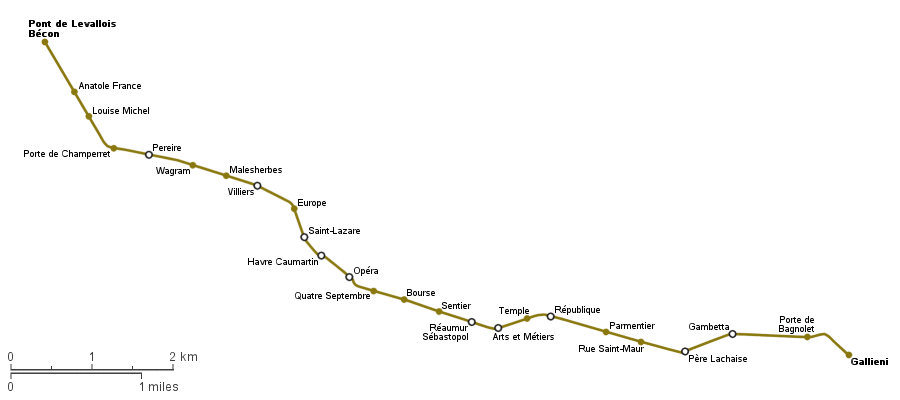

### Lista de estaciones
|  |   |  | estaciones                | municipio                             | correspondencia                |
|  | - |  | ------------------------- | ------------------------------------- | ------------------------------ |
|  | o |  | Pont de Levallois - Bécon | Levallois-Perret                      |                                |
|  | o |  | Anatole France            | Levallois-Perret                      |                                |
|  | o |  | Louise Michel             | Levallois-Perret                      |                                |
|  | o |  | Porte de Champerret       | XVII Distrito                         |                                |
|  | o |  | Pereire                   | XVII Distrito                         | (con bus lanzadera)            |
|  | o |  | Wagram                    | XVII Distrito                         |                                |
|  | o |  | Malesherbes               | XVII Distrito                         |                                |
|  | o |  | Villiers                  | VIII Distrito, XVII Distrito          |                                |
|  | o |  | Europe                    | VIII Distrito                         |                                |
|  | o |  | Saint-Lazare              | VIII Distrito                         | Normandia Intercités Normandia |
|  | o |  | Havre - Caumartin         | IX Distrito                           |                                |
|  | o |  | Opéra                     | II Distrito, IX Distrito              | Roissybus                      |
|  | o |  | Quatre-Septembre          | II Distrito                           |                                |
|  | o |  | Bourse                    | II Distrito                           |                                |
|  | o |  | Sentier                   | II Distrito                           |                                |
|  | o |  | Réaumur - Sébastopol      | II Distrito, III Distrito             |                                |
|  | o |  | Arts et Métiers           | III Distrito                          |                                |
|  | o |  | Temple                    | III Distrito                          |                                |
|  | o |  | République                | III Distrito, X Distrito, XI Distrito |                                |
|  | o |  | Parmentier                | XI Distrito                           |                                |
|  | o |  | Rue Saint-Maur            | XI Distrito                           |                                |
|  | o |  | Père Lachaise             | XI Distrito, XX Distrito              |                                |
|  | o |  | Gambetta                  | XX Distrito                           |                                |
|  | o |  | Porte de Bagnolet         | XX Distrito                           |                                |
|  | o |  | Gallieni                  | Bagnolet                              | Eurolines                      |

### Particularidades
- El antiguo bucle de retorno en Villiers, situado bajo el Parque Monceau, ha sido transformado en salas de reunión y examen con acceso desde la avenida Van Dick.
- La línea cruza por debajo de otras líneas en tres puntos de su recorrido con el mismo tipo de estructura: dos túneles separados en curva. Estos lugares son al oeste de Villiers con la línea 2, al oeste de Pereire bajo la línea RER C y al oeste de Porte de Champerret bajo el bucle de retorno.
- La estación Anatole France tiene los andenes desfasados por la estrechez de la calle bajo la cual se sitúa. En cada sentido los trenes se paran en la "primera" semiestación.
- La estación Martin Nadaud se clausuró 23 de agosto de 1969 y sus andenes se transformaron en acceso a la estación Gambetta, reconstruida durante la ampliación de la línea 3 a Galliéni.

### Talleres y cocheras
El material móvil de la línea 3 se guarda y mantiene en los talleres de Saint-Fargeau, situados entre Gambetta y Porte de Bagnolet, enlazados a la parte posterior del antiguo terminal de la línea.

### Enlaces
- Con la línea 7: salida de Opéra dirección Pont de Levallois en punta.
- Con la línea 11: entre Arts et Métiers y Réaumur - Sébastopol en la vía dirección Pont de Levallois, en talón. Es el único enlace de la línea 11 con el resto de la red.
- Con la línea 5: entre Parmentier y République en la vía dirección Pont de Levallois, en punta. Este túnel tiene un tramo de vía doble y además tiene una vía para aparcar trenes.
- Con la línea 2: entre Rue Saint-Maur y Père Lachaise en la vía dirección Galliéni en punta.
- Con la línea 3bis: a la entrada de Gambetta dirección Pont de Levallois a través del antiguo bucle de retorno en talón.

## Interés turístico
La línea da servicio al centro de París: Bulevar Sebastopol, Sentier, La Bolsa, La Ópera Garnier, estación Saint-Lazare o cementerio Père Lachaise entre otros.